# Халаїмгородоцька волость
Халаїмгородоцька волость — адміністративно-територіальна одиниця Бердичівського повіту Київської губернії з центром у містечку Халаїмгородок.
Станом на 1886 рік складалася з 8 поселень, 8 сільських громад. Населення — 5763 осіб (2867 чоловічої статі та 2896 — жіночої), 670 дворових господарства.
|                     | Площа, десятин | У тому числі орної, десятин |
| ------------------- | -------------- | --------------------------- |
| Сільських громад    | 6022           | 4761                        |
| Приватної власності | 9635           | 5710                        |
| Іншої власності     | 289            | 173                         |
| Загалом             | 15946          | 10644                       |

Поселення волості:
- Халаїмгородок — колишнє власницьке село при річці Гуйва за 22 версти від повітового міста, 1081 особа, 186 дворів, православна церква, школа, поштова станція, постоялий будинок, 3 водяних млини. За 6 верст — залізнична станція Чорнорудка.
- Кам'янка — колишнє власницьке село при річці Гуйва, 240 осіб, 37 дворів, православна церква, школа, постоялий будинок, 2 водяних млини, горілчаний і винокурний заводи.
- Кашперівка — колишнє власницьке село при річці Гуйва, 536 осіб, 86 дворів, православна церква, школа, постоялий будинок, 3 водяних млини.
- Лебединці — колишнє власницьке село, 881 особа, 122 двори, православна церква, постоялий будинок, кінний млин.
- Чорнорудка — колишнє власницьке село при річці Пустоха, 597 осіб, 100 дворів, православна церква, 2 постоялих будинки, лавка та 2 водяних млини.

Наприкінці 1880-х років волость було ліквідовано, більшість території відійшла до складу Білопільської волості (Кам'янка, Кашперівка, Халаїмгородок), менша (села Лебединці та Чорнорудка) - до складу Мало-Чернявської волості.